# En'yū
En'yū (円融天皇, En'yū-tennō; 12 aprile 959 – 1º marzo 991) è stato il 64º imperatore del Giappone secondo il tradizionale ordine di successione.

## Biografia
Il suo regno ebbe inizio nel 969  terminando poi nel 984. Il suo nome personale era Morihira-shinnō (?, Morihira-shinnō).
Si trattava del quinto figlio dell'imperatore Murakami avuto dalla consorte Anshi, la figlia di Fujiwara no Morosuke. Salì al potere dopo che suo fratello abdicò dopo due anni di regno. Durante il suo impero ebbe 5 consorti.